# Pål Bye
Pål Bye   (21 de maig de 1946) és un porter d'handbol noruec ja retirat que va competir als Jocs Olímpics d'estiu de 1972.
Va néixer a Oslo i va representar el club Oppsal IF. El 1972 va formar part de l'equip noruec que va quedar novè en el torneig olímpic, en el qual va jugar quatre partits. En total, va ser convocat 150 vegades amb la selecció entre 1965 i 1980.